# 6467 Prilepina
6467 Prilepina eller 1979 TS2 är en asteroid i huvudbältet som upptäcktes den 14 oktober 1979 av den rysk-sovjetiske astronomen Nikolaj Tjernych vid Krims astrofysiska observatorium på Krim. Den har fått sitt namn efter Svetlana S. Prilepina.
Asteroiden har en diameter på ungefär 16 kilometer.